# Лагом
Лагом (швед. lagom, [lɑːɡɔm]) — один из стереотипов, описывающих шведский национальный характер. Lagom часто рассматривается как непереводимая эмблема «шведскости». Швецию периодически называют в шведских изданиях Lagomlandet — страной-lagom.

## Термин
Шведско-английский словарь определяет lagom как «достаточно, достаточный, адекватный, в самый раз». Lagom также широко переводится как «умеренно», «равновесие», «оптимальный» и «подходящий». В то время как такие слова, как «достаточный» и «средний» предлагают какой-то степени воздержание, дефицит или недостаточность, lagom несёт оттенок целесообразности. Архетипическая шведская пословица Lagom är bäst, буквально «нужное количество лучше», переводится как «золотая середина». Lagom переводится на русский язык как «в меру»; эквивалентные слова существуют в некоторых соседних языках, таких как норвежский, а также в некоторых южнославянских языках, например, в сербском и хорватском (umereno или umjereno).

## Шведский национальный характер
Умеренность и отсутствие излишеств, ассоциированные с этим понятием, рассматриваются как положительные качества, а их отсутствие — как отрицательные. Lagom также несёт в себе оттенок рассудительности, разумности, правильности в данной ситуации. Отрицательные изменения в общественной жизни часто рассматриваются как отступления от принципа lagom.
Путеводители по Швеции и книги, описывающие шведский национальный характер, посвящают понятию lagom отдельные главы. Многочисленные исследования, направленные на исследования особенностей ведения бизнеса в Швеции, делают акцент на этом понятии. Так, сравнивая особенности ведения бизнеса в Швеции и России, Карл Фей со ссылкой на исследование Университета Пенсильвании говорит о том, что, вероятно, концепция lagom вносит свой вклад в то, что высокие премии не несут высокой степени мотивации для шведских менеджеров, в отличие от русских. Отдельные исследования предполагают, что понятие оказало влияние и на структуру шведского языка, приводя к уменьшению антонимики, и шведскую послевоенную политическую систему, способствуя поиску баланса между капиталистической и социалистической системами.